# Академическая гребля на летних Олимпийских играх 2016 — восьмёрки (женщины)
Соревнования по академической гребле среди восьмёрок у женщин на летних Олимпийских играх 2016 года прошли с 8 по 13 августа в лагуне Родригу-ди-Фрейташ. В соревнованиях приняли участие 63 спортсменки из 7 стран. Действующими олимпийскими чемпионками в данной дисциплине являлись гребчихи США.
Именно американские спортсменки являлись главными фаворитами соревнований. Женская американская восьмёрка с 2006 года не проиграла ни одного финала в рамках Олимпийских игр и чемпионатов мира. Продолжилась эта серия и на Играх в Рио-де-Жанейро. После первой половины финального заплыва американки находились на третьей позиции, совсем немного уступая лидировавшим сборным Канады и Нидерландов, но уже с самого начала второй половины дистанции американские спортсменки увеличили темп и пришли к финишу первыми, продлив победную серию сборной США в соревнованиях женских восьмёрок до трёх Игр, повторив тем самым достижение сборной Румынии, побеждавшей в период с 1996 по 2004 годы. На финише заезда американские гребчихи опередили ближайших преследовательниц из Великобритании на 2,5 секунды. Бронзовые медали выиграли спортсменки из Румынии.

## Призёры
| Золото | Серебро | Бронза |
| США · Эмили Реган · Керри Симмондс · Аманда Полк · Лорен Шметтерлинг · Меган Мусницки · Тесса Гоббо · Элеанор Логан · Аманда Элмор · Кейтлин Снайдер (рулевая) | Великобритания · Кэтрин Гривз · Мелани Уилсон · Фрэнсис Хотон · Полли Суонн · Джессика Эдди · Оливия Карнеги-Браун · Карен Беннетт · Зои Ли · Зои Де Толедо (рулевая) | Румыния · Роксана Коджану · Йоана Струнгару · Михаэла Петрилэ · Юлиана Попа · Мэдэлина Береш · Лаура Опря · Аделина Богуш · Андрея Богьян · Даниэла Друнча (рулевая) |

## Рекорды
До начала летних Олимпийских игр 2016 года мировой и олимпийский рекорды были следующими:
| Мировой рекорд     | США | 05:54,160 | Люцерн | 14 июля 2013    |
| Олимпийский рекорд | США | 05:56,550 | Афины  | 15 августа 2012 |

## Расписание
Время местное (UTC−3)
| Дата       | Время       | Раунд                  |
| ---------- | ----------- | ---------------------- |
| 8 августа  | 10:30–10:40 | Предварительные заезды |
| 10 августа | 09:50       | Отборочный заезд       |
| 13 августа | 11:04       | Финал                  |

## Соревнование

### Предварительный этап
Экипаж, занявший в своём заезде первое место, напрямую проходит в финал соревнований. Все остальные сборные попадают в отборочный заезд, где будут разыграны ещё четыре путёвки в следующий раунд.

#### Заезд 1
| Место | Спортсмены | Страна     | Время   | Отставание | Примечания |
| ----- | --- | ---------- | ------- | ---------- | ---------- |
| 1     | Эмили Реган Керри Симмондс Аманда Полк Лорен Шметтерлинг Кейтлин Снайдер (рулевая) Меган Мусницки Тесса Гоббо Элеанор Логан Аманда Элмор         | США        | 6:06,34 | +0,00      | F          |
| 2     | Вианка ван Дорп Клаудиа Белдербос Лис Рустенбург Йосе ван Вен Аэ-Ри Норт (рулевая) Эллен Хогерверф Софи Сауэр Моника Ланц Оливия ван Ройен       | Нидерланды | 6:14,36 | +8,02      | R          |
| 3     | Роксана Коджану Йоана Струнгару Михаэла Петрилэ Юлиана Попа Даниэла Друнча (рулевая) Мэдэлина Береш Лаура Опря Аделина Богуш Андрея Богьян       | Румыния    | 6:16,24 | +9,90      | R          |
| 4     | Фиона Альберт Джессика Моррисон Александра Хаган Меган Волкер Сара Бантинг (рулевая) Молли Гудмен Олимпия Олдерси Люси Стефан Шарлотта Сазерленд | Австралия  | 6:22,68 | +16,34     | R          |

#### Заезд 2
| Место | Спортсмены | Страна         | Время   | Отставание | Примечания |
| ----- | --- | -------------- | ------- | ---------- | ---------- |
| 1     | Кэтрин Гривз Мелани Уилсон Фрэнсис Хотон Полли Суонн Зои Де Толедо (рулевая) Джессика Эдди Оливия Карнеги-Браун Карен Беннетт Зои Ли                    | Великобритания | 6:09,52 | +0,00      | F          |
| 2     | Кайла Пратт Ребекка Скоун Руби Тью Келси Беван Франсис Тёрнер (рулевая) Грейс Прендергаст Керри Гаулер Женевьев Берент Эмма Дайк                        | Новая Зеландия | 6;12,05 | +2,53      | R          |
| 3     | Кристи Нёрс Лиза Ромэн Антье фон Зайдлиц-Курцбах Кристин Роупер Лесли Томпсон (рулевая) Лорен Уилкинсон Сузанна Грейнджер Натали Мастраччи Кайли Филмер | Канада         | 6:12,44 | +2,92      | R          |

### Отборочный заезд
Первые четыре экипажа проходят в финал. Гребцы, пришедшие к финишу последними, вылетают из соревнований и занимают итоговое 7-е место.
| Место | Спортсмены | Страна         | Время   | Отставание | Примечания |
| ----- | --- | -------------- | ------- | ---------- | ---------- |
| 1     | Кристи Нёрс Лиза Ромэн Антье фон Зайдлиц-Курцбах Кристин Роупер Лесли Томпсон (рулевая) Лорен Уилкинсон Сузанна Грейнджер Натали Мастраччи Кайли Филмер | Канада         | 6:28,07 | +0,00      | F          |
| 2     | Роксана Коджану Йоана Струнгару Михаэла Петрилэ Юлиана Попа Даниэла Друнча (рулевая) Мэдэлина Береш Лаура Опря Аделина Богуш Андрея Богьян              | Румыния        | 6:32,63 | +4,56      | F          |
| 3     | Кайла Пратт Ребекка Скоун Руби Тью Келси Беван Франсис Тёрнер (рулевая) Грейс Прендергаст Керри Гаулер Женевьев Берент Эмма Дайк                        | Новая Зеландия | 6:34,90 | +6,83      | F          |
| 4     | Вианка ван Дорп Клаудиа Белдербос Лис Рустенбург Йосе ван Вен Аэ-Ри Норт (рулевая) Эллен Хогерверф Софи Сауэр Моника Ланц Оливия ван Ройен              | Нидерланды     | 6:35,96 | +7,89      | F          |
| 5     | Фиона Альберт Джессика Моррисон Александра Хаган Меган Волкер Сара Бантинг (рулевая) Молли Гудмен Олимпия Олдерси Люси Стефан Шарлотта Сазерленд        | Австралия      | 6:40,45 | +12,38     |            |

### Финал
| Место | Спортсмены | Страна         | Время   | Отставание |
| ----- | --- | -------------- | ------- | ---------- |
| 1     | Эмили Реган Керри Симмондс Аманда Полк Лорен Шметтерлинг Кейтлин Снайдер (рулевая) Меган Мусницки Тесса Гоббо Элеанор Логан Аманда Элмор                | США            | 6:01,49 | +0,00      |
| 2     | Кэтрин Гривз Мелани Уилсон Фрэнсис Хотон Полли Суонн Зои Де Толедо (рулевая) Джессика Эдди Оливия Карнеги-Браун Карен Беннетт Зои Ли                    | Великобритания | 6:03,98 | +2,49      |
| 3     | Роксана Коджану Йоана Струнгару Михаэла Петрилэ Юлиана Попа Даниэла Друнча (рулевая) Мэдэлина Береш Лаура Опря Аделина Богуш Андрея Богьян              | Румыния        | 6:04,10 | +2,61      |
| 4     | Кайла Пратт Ребекка Скоун Руби Тью Келси Беван Франсис Тёрнер (рулевая) Грейс Прендергаст Керри Гаулер Женевьев Берент Эмма Дайк                        | Новая Зеландия | 6:05,48 | +3,99      |
| 5     | Кристи Нёрс Лиза Ромэн Антье фон Зайдлиц-Курцбах Кристин Роупер Лесли Томпсон (рулевая) Лорен Уилкинсон Сузанна Грейнджер Натали Мастраччи Кайли Филмер | Канада         | 6:06,04 | +4,55      |
| 6     | Вианка ван Дорп Клаудиа Белдербос Лис Рустенбург Йосе ван Вен Аэ-Ри Норт (рулевая) Эллен Хогерверф Софи Сауэр Моника Ланц Оливия ван Ройен              | Нидерланды     | 6:08,37 | +6,88      |